# Partido Liberal Mexicano

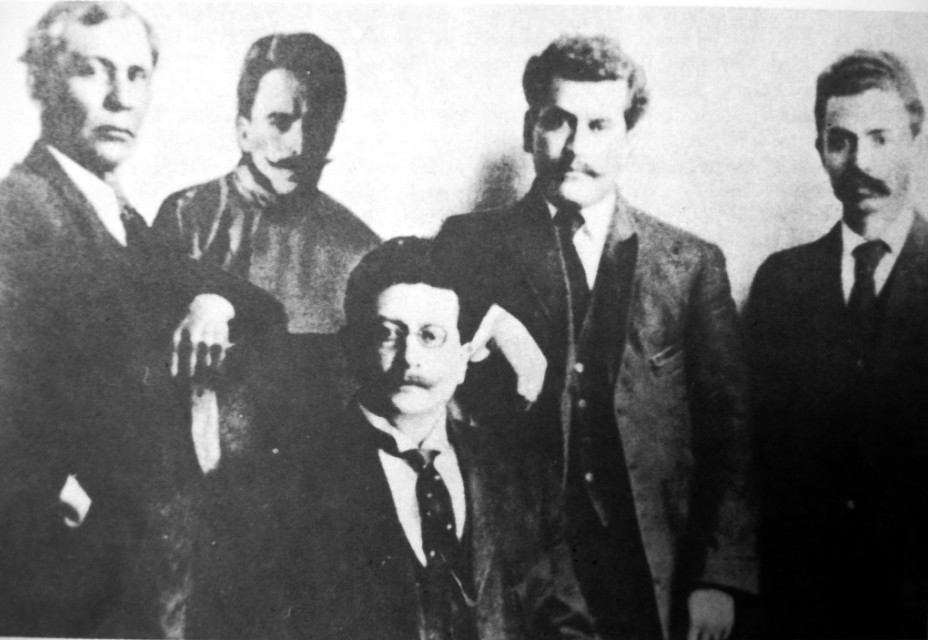
Junta Organizadora do PLM em 1910. Anselmo L. Figueroa, Práxedis G. Guerrero, Ricardo Flores Magón, Enrique Flores Magón e Librado Rivera.

O Partido Liberal Mexicano (PLM) teve inicialmente um caráter de partido político tal qual hoje concebemos, mas com o tempo assumiu o caráter de uma organização libertária não-eleitoral.

Botton promocional do Partido Liberal Mexicano de 1911.

O PLM foi inicialmente formado com o intuito de reorganizar os apoiadores do Partido Liberal que haviam conseguido promulgar a Constituição de 1857. Teve com antecedente direto o Congresso Liberal de 1901 e nos múltiplos Clubes Liberais que se formaram nos 5 anos seguintes. O partido foi fundado em 1906, entre outros, pelos irmãos Flores Magón, dos quais, Enrique e Ricardo assumiram as posições mais críticas e radicais.
O grupo de maior influência dentro do PLM foi a dita Junta Organizadora do Partido Liberal Mexicano, que pouco a pouco transitou do liberalismo para o anarquismo; desde então seriam eles os autores dos primeiros planejamentos teóricos e práticos de organizações anarquistas e insurreições contra o regime ditatorial de Porfirio Díaz que deram origem à Revolucião de 1910.  Os delegados do PLM estiveram envolvidos nas greves dos trabalhadores de Cananea e Río Blanco, também planejaram revoltas coordenadas através das quais pretendiam levar a revolução social para todo o país, a mais famosa delas ocorreu na Baixa Califórnia em 1911. O periódico Regeneración fundado em 1900, também pelos Flores Magón, acabou se convertendo no principal meio de comunicação do PLM. Na Baixa Califórnia em 1911, houve uma experiência comunista implantada no país por anarquistas do partido e comunistas, mas que foi desagregada em 5 meses.